# Císařsko-královská zeměbrana

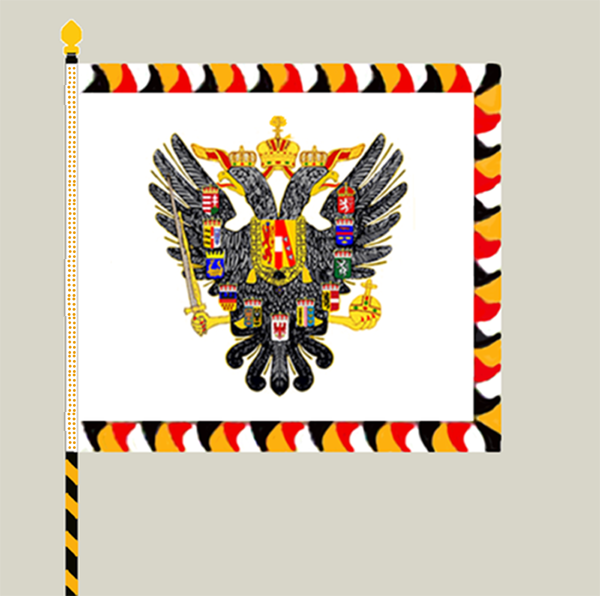
Prapor Císařsko-královské zeměbrany

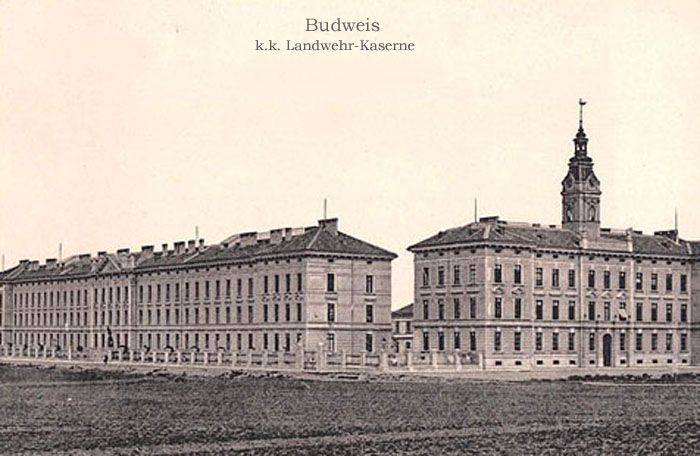
Kasárna C.k. zeměbrany v Českých Budějovicích

Císařsko-královská zeměbrana (německy kaiserlich-königliche Landwehr, polsky Cesarsko-Królewska Obrona Krajowa) byla předlitavská zeměbrana v letech 1867 až 1918, vytvořená v důsledku rakousko-uherského vyrovnání. Byla jednou ze složek Rakousko-uherské armády a rakouským protějškem uherské Královské uherské zeměbrany. Byla složena z pravidelných vojenských jednotek, a to nejen pěchoty, ale i jízdy a dělostřelectva. Po ukončení služby u zeměbrany bývali branci následně zpravidla zařazováni do domobrany.

## Dějiny
Kořeny zeměbrany sahají do 16. století jako ustavení všech obrany schopných mužů k obraně vlasti.
Během napoleonských válek byla patentem z 9. června 1808 ustavena zeměbrana jako stálé a všeobecné zařízení pro doplňování regulérních jednotek rakouské armády. Využity byly jednotky v roce 1809 a v letech 1813 a 1814. V roce 1859 byla zeměbrana zrušena.
Opětně zřízena byla roku 1867. Naposledy byly její úkoly stanoveny roku 1889 v rakouském zákonu o obraně (ř.z. č. 41 / 1889) následovně:
§ 4. Zeměbrana je určena v době války k podpoře společné armády a k vnitřní obraně, v době míru ve výjimečných případech k udržení pořádku a bezpečnosti.
V § 14 zákona o obraně z roku 1889 byl stanoven roční odvod pro zeměbranu na 10 000 osob.
Všeobecná branná povinnost pro zeměbranu byla mezi 21.– 32.rokem rekruta a trvala 2 příp. 3 aktivní roky u jednotky. Jednoroční dobrovolník sloužil pouze rok, nedostával žádný žold a musel si zajistit vlastní výbavu. Protože byl nadbytečný počet branců, než bylo třeba, rozhodoval los o tom, zda budou přiděleni k armádě nebo zeměbraně.
Po vypuknutí první světové války se zeměbranecké jednotky zařadily v boji po bok ostatních jednotek rakousko-uherské branné moci.